# Доне-Тламино
Доне-Тламино (серб. Доње Тламино) — населённый пункт в общине Босилеград Пчиньского округа Сербии.

## Население
Согласно переписи населения 2002 года, в селе проживало 211 человек (96 болгар, 12 сербов и другие).
| Численность населения | Численность населения | Численность населения | Численность населения | Численность населения | Численность населения | Численность населения | Численность населения |
| 1948                  | 1953                  | 1961                  | 1971                  | 1981                  | 1991                  | 2002                  | 2011                  |
| --------------------- | --------------------- | --------------------- | --------------------- | --------------------- | --------------------- | --------------------- | --------------------- |
| 509                   | 579                   | 474                   | 414                   | 332                   | 271                   | 211                   | 162                   |

## Религия
Согласно церковно-административному делению Сербской православной церкви, село относится к Босилеградскому архиерейскому наместничеству Враньской епархии. В селе расположен Храм великомученника Георгия, построенный в 2007 году..